# Then
Le then (ou rau, en chinois 佯僙, yánghuáng) est une langue de la famille tai-kadai parlée dans la province du Guizhou en République populaire de Chine.

## Répartition géographique
Le then est parlé par la population du même nom qui réside dans les xian de Pingtang, Dushan et Huishui, tous trois rattachés à la préfecture autonome buyei et miao de Qiannan. Les Then De Pingtang se désignent par le nom de ʔai22raːu22, tandis que ceux de Huishi utilisent le nom de ʔai22thən35.

## Classification interne
Le then fait partie du groupe des langues kam-sui, une des branches de la famille tai-kadai.

## Phonologie
Les tableaux présentent les phonèmes du then parlé dans le village de Kapu (卡蒲), situé dans le Xian de Pingtang.

### Voyelles
Les voyelles sont :
|         | Antérieure  | Centrale | Postérieure |
| ------- | ----------- | -------- | ----------- |
| Fermée  | i [i]       |          | ɯ [ɯ] u [u] |
| Moyenne | e [e]       | ə [ə]    | o [o]       |
| Ouverte | ɛ [ɛ] a [a] |          |             |

### Consonnes
les consonnes sont :
|               |                 | Bilabiales | Alvéolaires | Alvéolaires | Alv.-p.   | Dorsales  | Dorsales  | Glottales |
| ------------- | --------------- | ---------- | ----------- | ----------- | --------- | --------- | --------- | --------- |
| Centrales     | Latérales       | Bilabiales | Palatales   | Vélaires    | Alv.-p.   |           |           | Glottales |
| Occlusives    | Sourdes         | p [p]      | t [t]       |             |           |           | k [k]     | ʔ [ʔ]     |
| Occlusives    | Aspirées        | ph [pʰ]    | th [tʰ]     |             |           |           | kh [kʰ]   |           |
| Occlusives    | Palatalisées    | pj [pʲ]    | tj [tʲ]     |             |           |           |           |           |
| Occlusives    | Aspirées        | phj [pʲʰ]  | thj [tʲʰ]   |             |           |           |           |           |
| Occlusives    | Labialisées     | pw [pʷ]    | tw [tʷ]     |             |           |           | kw [kʷ]   |           |
| Occlusives    | Aspirées        | phw [pʷʰ]  | thw [tʷʰ]   |             |           |           | khw [kʷʰ] |           |
| Occlusives    | pr [pr]         |            |             |             |           |           |           |           |
| Occlusives    | Préglottal.     | ʔb [ʔb]    | ʔd [ʔd]     |             |           |           |           |           |
| Occlusives    | Palatalisées    | ʔbj [ʔbʲ]  | ʔdj [ʔdʲ]   |             |           |           |           |           |
| Fricatives    | Sourdes         |            | s [s]       |             | ɕ [ɕ]     |           | ɣ [ɣ]     | h [h]     |
| Fricatives    | Palatalisées    |            | sj [sʲ]     |             |           |           |           |           |
| Fricatives    | Labialisées     |            | sw [sʷ]     |             |           |           |           | hw [hʷ]   |
| Fricatives    | Sonores         | v [v]      |             |             |           |           |           |           |
| Fricatives    | Palatalisées    | vj [vʲ]    |             |             |           |           |           |           |
| Affriquées    | Sourdes         |            | ts [t͡s]     |             | tɕ [t͡ɕ]   |           |           |           |
| Affriquées    | Aspirées        |            | tsh [t͡sʰ]   |             | tɕh [t͡ɕʰ] |           |           |           |
| Affriquées    | Palatalisées    |            | tsj [t͡sʲ]   |             |           |           |           |           |
| Affriquées    | Labialisées     |            | tsw [t͡sʷ]   |             | tɕw [t͡ɕʷ] |           |           |           |
| Affriquées    | Aspirées        |            | tshw [t͡sʷʰ] |             |           |           |           |           |
| Liquides      | Sonores         |            | r [r]       | l [l]       |           |           |           |           |
| Liquides      | Palatalisées    |            | rj [rʲ]     | lj [lʲ]     |           |           |           |           |
| Liquides      | labialisées     |            | rw [rʷ]     | lw [lʷ]     |           |           |           |           |
| Nasales       | Sonores         | m [m]      | n [n]       |             | ɲ [ɲ]     |           | ŋ [ŋ]     |           |
| Nasales       | Palatalisées    | mj [mʲ]    | nj [nʲ]     |             |           |           |           |           |
| Nasales       | Préglottalisées | ʔmj [ʔmʲ]  | ʔnj [ʔnʲ]   |             |           |           |           |           |
| Nasales       | Labialisées     | mw [mʷ]    | nw [nʷ]     |             | ɲw [ɲʷ]   |           | ŋw [ŋʷ]   |           |
| Nasales       | Préglottalisées | ʔmw [ʔmʷ]  |             |             |           |           |           |           |
| Semi-voyelles | Simples         | w [w]      |             |             |           | j [j]     |           |           |
| Semi-voyelles | Préglottalisées | ʔw [ʔw]    |             |             |           | ʔj [ʔj]   |           |           |
| Semi-voyelles | Labialisées     |            |             |             |           | jw [jʷ]   |           |           |
| Semi-voyelles | Préglottalisées |            |             |             |           | ʔjw [ʔjʷ] |           |           |

### Tons
Le then de Kapu est une langue tonale, avec 10 tons. Les tons 7 à 8 n'apparaissent qu'en syllabe fermées, se terminant par les consonnes p, t et k. Parmi ceux-ci, les tons 7 et 8 sont longs, les tons 7' et 8' sont courts.
| Ton | Valeur | Exemple  | Traduction             |
| --- | ------ | -------- | ---------------------- |
| 1   | 22     | ʔdaːi22  | bon, bien              |
| 2   | 35     | raːn35   | famille                |
| 3   | 213    | tɕhɛŋ213 | éblouissant, aveuglant |
| 4   | 44     | ram44    | eau                    |
| 5   | 42     | ʔmje42   | cuillère               |
| 6   | 53     | ʔɲam53   | soir                   |
| 7   | 213    | ʔdaːk213 | copeaux de bois        |
| 7'  | 35     | ŋwət35   | mois                   |
| 8   | 44     | pwaːk44  | blanc                  |
| 8'  | 42     | mok42    | enterrer               |